# Oziorsk (oblast de Kaliningrad)
Pour la ville de l'oblast de Tcheliabinsk, voir Oziorsk (oblast de Tcheliabinsk).
Oziorsk ou Ozersk (en russe : Озёрск ; en allemand : Darkehmen puis Angerapp ; en lituanien : Darkiemis ; en polonais : Darkiejmy) est une ville de l'oblast de Kaliningrad, en Russie, et le centre administratif du raïon Oziorski. Sa population s'élevait à 4 542 habitants en 2013.

## Géographie
Oziorsk est arrosée par la rivière Angrapa et se trouve à 103 km à l'est de Kaliningrad et à 1 003 km à l'ouest de Moscou.

## Histoire
La ville s'appela Darkehmen jusqu'en 1937, puis Angerapp de 1938 à 1945. Elle est le chef-lieu de l'arrondissement du même nom (de) à partir de 1818. Elle fut annexée par l'Union soviétique après la Seconde Guerre mondiale et renommée Oziorsk. Elle a le statut de ville depuis 1946.
Ville de l’homme politique allemand Gustav Bauer, né à Darkehmen dans l'ancienne région allemande de Prusse-Orientale (actuelle enclave russe de Kaliningrad) le 6 janvier 1870 et décédé à Berlin-Hermsdorf le 16 septembre 1944. Gustav Bauer est le premier chancelier du Reich, sous la République de Weimar, de 1919 à 1920. Il signe le traité de Versailles.

## Population
Recensements (*) ou estimations de la population
| 1725 | 1763  | 1875  | 1890  | 1925  |
| ---- | ----- | ----- | ----- | ----- |
| 742  | 1 070 | 2 924 | 3 448 | 3 375 |

| 1933  | 1939  | 1959* | 1970* | 1979* |
| ----- | ----- | ----- | ----- | ----- |
| 3 652 | 4 377 | 3 832 | 4 517 | 6 047 |

| 1989* | 2002* | 2010* | 2012  | 2013  |
| ----- | ----- | ----- | ----- | ----- |
| 6 219 | 5 801 | 4 740 | 4 642 | 4 542 |